# Sites royaux d'Espagne

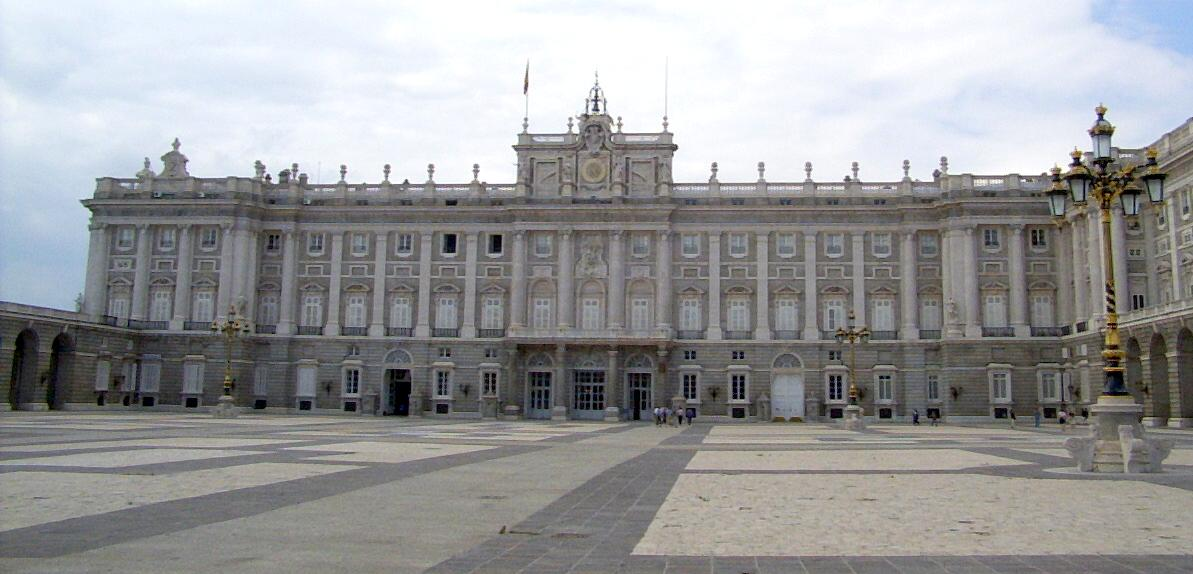
Le palais royal de Madrid.

Les sites royaux d'Espagne (sitios reales) sont un ensemble de palais, monastères, et couvents pour ou sous le patronage de la royauté. Ils sont administrés par le Patrimoine national. La plupart sont fermés au public et utilisés pour des fonctions honorifiques.

## Palais royaux
- Palais royal de Madrid (Madrid, résidence officielle du roi)
- Palais de la Zarzuela (Madrid, résidence de facto du roi)
- Site royal de Saint-Laurent-de-l'Escurial (San Lorenzo de El Escorial)
- Palais royal du Pardo (Madrid)
- Palais royal d'Aranjuez (Aranjuez)
- Palais royal de la Granja de San Ildefonso (San Ildefonso)
- Palais royal de Riofrío (Navas de Riofrío)
- Alcazar de Séville (résidence royale propriété de la ville de Séville, qui en assure la gestion)
- Palais royal de l'Almudaina (Palma)

## Couvents et monastères royaux
- Monastère des Déchaussées royales (Madrid)
- Monastère de l'Incarnation (Madrid)
- Basilique Sainte-Croix del Valle de los Caídos (L'Escurial)
- Monastère de Santa Clara (es) (Tordesillas)
- Monastère de las Huelgas (Burgos)
- Monastère de Yuste (Cuacos de Yuste)

## Sanctuaires sous patronage royal
- Panthéon des hommes illustres (Madrid)
- Couvent Saint-Pascal (es) (Aranjuez)
- Monastère de Santa Isabel (es) (Madrid)
- Collège des Donzelles Nobles (es) (Tolède)